# Phanerotoma annulata
Phanerotoma annulata är en stekelart som beskrevs av Herbert Zettel 1989. Phanerotoma annulata ingår i släktet Phanerotoma och familjen bracksteklar. Inga underarter finns listade i Catalogue of Life.